# Episodi di Bakugan - Battle Brawlers
La serie è formata da due stagioni che vanno a formare 52 episodi. In Italia è approdata il 4 maggio 2009 sul canale analogico/digitale Italia 1, che ha diviso ogni puntata in due parti di 10 minuti. Dal 6 novembre 2009, Cartoon Network ha trasmesso le repliche degli episodi completi. Dal 29 novembre 2010, la serie è andata in onda su Boing dal lunedì al venerdì alle 7:25; da giovedì 23 dicembre dello stesso anno, si è spostata alle 16:20 di tutti i giorni. Dal 10 gennaio, è ritornata alle 7:25.

## Liste episodi
| Nº                      | Titolo italiano Giapponese 「Kanji」 - Rōmaji                                                                | In onda           | In onda                             |
| Nº                      | Titolo italiano Giapponese 「Kanji」 - Rōmaji                                                                | Giapponese        | Italiano                            |
| Stagione 1 (26 episodi) | |                   |                                     |
| 1                       | Inizia la battaglia / Voci misteriose 「龍の戦士」 - Ryu no senshi                                           | 5 aprile 2007     | 4 maggio 2009 5 maggio 2009         |
| 2                       | Un enigmatico giocatore / Le carte di Masquerade 「嵐を呼ぶ男」 - Arashi o yobu otoko                        | 11 aprile 2007    | 6 maggio 2009 7 maggio 2009         |
| 3                       | Litigio fra amici / La separazione 「勝手にしやがれ」 - Katte ni shiyagare                                   | 18 aprile 2007    | 11 maggio 2009 12 maggio 2009       |
| 4                       | Il sapore della sconfitta / Uniti si vince 「赤い絆」 - Akai kizuna                                          | 25 aprile 2007    | 13 maggio 2009 14 maggio 2009       |
| 5                       | Duello combinato / Pazienza strategica 「憎いあンちくしょう」 - Nikui anchikushō                             | 3 maggio 2007     | 15 maggio 2009 18 maggio 2009       |
| 6                       | Uno scontro a quattro / Maghi battaglieri 「タイガー&ドラゴン」 - Taiga & Doragon                            | 10 maggio 2007    | 19 maggio 2009 20 maggio 2009       |
| 7                       | Stelle del Bakugan / Un nuovo Bakugan 「カメレオンアーミー」 - Kamereon aamii                                | 17 maggio 2007    | 21 maggio 2009 22 maggio 2009       |
| 8                       | Nuove strategie / Un personaggio misterioso 「美・サイレント」 - Bi sairento                                 | 24 maggio 2007    | 25 maggio 2009 26 maggio 2009       |
| 9                       | In nome dell'amicizia / Gioco crudele 「愛という名のもとに」 - Ai to iu na no moto ni                        | 31 maggio 2007    | 27 maggio 2009 28 maggio 2009       |
| 10                      | Intesa perfetta / Compagno di gioco 「同じ月を見ていた」 - Onaji tsuki o miteita                             | 7 giugno 2007     | 29 maggio 2009 3 giugno 2009        |
| 11                      | Squadra da potenziare / La scommessa 「風の中の少年」 - Kaze no naka no shōnen                               | 14 giugno 2007    | 4 giugno 2009 5 giugno 2009         |
| 12                      | Bakugan in stallo / Un regalo gradito 「時間よ止まれ」 - Jikan yo tomare                                     | 21 giugno 2007    | 8 giugno 2009 9 giugno 2009         |
| 13                      | Un nemico in comune / Un'alleanza preziosa 「情熱の嵐」 - Jōnetsu no arashi                                  | 28 giugno 2007    | 10 giugno 2009 11 giugno 2009       |
| 14                      | Il laboratorio di Michael / Nuove scoperte 「真夏の夜の夢」 - Manatsu no yoru no yume                        | 5 luglio 2007     | 12 giugno 2009 15 giugno 2009       |
| 15                      | Duello nel deserto / Un'amicizia infranta 「ハッとして！GOOD」 - Ha toshite! GOOD                            | 12 luglio 2007    | 16 giugno 2009 17 giugno 2009       |
| 16                      | Coraggio e gloria / Un ardente desiderio di vittoria 「ガッツだぜ!!」 - Guts daze!!                          | 19 luglio 2007    | 18 giugno 2009 19 giugno 2009       |
| 17                      | Amici per sempre / Addio, amico 「君といつまでも」 - Kimi to itsu made mo                                    | 26 luglio 2007    | 22 giugno 2009 23 giugno 2009       |
| 18                      | L'evoluzione dei Bakugan / Missione evoluzione 「フラッシュ！」 - Furasshu!                                  | 2 agosto 2007     | 24 giugno 2009 25 giugno 2009       |
| 19                      | Scontri e incontri / L'amico ritrovato 「想い出ぼろぼろ」 - Omoide poroporo                                  | 9 agosto 2007     | 26 giugno 2009 29 giugno 2009       |
| 20                      | L'importanza degli amici / Squadra in pericolo 「明日は明日の風が吹く」 - Ashita wa ashita no kaze ga fuku   | 16 agosto 2007    | 30 giugno 2009 1º luglio 2009       |
| 21                      | Tre contro tre / Amici... come prima 「我が良き友よ」 - Waga yoki tomo yo                                    | 23 agosto 2007    | 2 luglio 2009 3 luglio 2009         |
| 22                      | L'evoluzione di Drago / Supposizioni 「陽はまた昇る」 - Hi wa mata noboru                                    | 30 agosto 2007    | 14 settembre 2009 15 settembre 2009 |
| 23                      | Dubbi e sospetti / Un nuovo acquisto 「内気なあいつ」 - Uchiki na aitsu                                      | 6 settembre 2007  | 16 settembre 2009 17 settembre 2009 |
| 24                      | Il segreto del successo / Una sferzata di fiducia 「年下の男の子」 - Toshishita no otoko no ko               | 13 settembre 2007 | 18 settembre 2009 21 settembre 2009 |
| 25                      | Fidati di me / Una spia fra noi 「ハートのエースが出てこない」 - Heart no Ace wa dete konai                  | 20 settembre 2007 | 22 settembre 2009 23 settembre 2009 |
| 26                      | Un destino comune / Mai tirarsi indietro 「バラードのように眠れ」 - Ballad no youni nemure                   | 27 settembre 2007 | 24 settembre 2009 25 settembre 2009 |
| Stagione 2 (26 episodi) | |                   |                                     |
| 27                      | Carte scoperte / La scelta di Dan 「落陽」 - Rakuyō                                                          | 4 ottobre 2007    | 28 settembre 2009 29 settembre 2009 |
| 28                      | Un biglietto pericoloso / I sei leggendari soldati di Vestronia 「唇をかみしめて」 - Kuchibiru o kamishimete | 11 ottobre 2007   | 30 settembre 2009 1º ottobre 2009   |
| 29                      | Un destino da incubo / L'importante è crederci 「彼女と私の事情」 - Kanojo to watashi no jijō                | 18 ottobre 2007   | 2 ottobre 2009 5 ottobre 2009       |
| 30                      | La prova di Marucho / Un passato da affrontare 「僕が僕であるために」 - Boku ga boku de aru tame ni          | 25 ottobre 2007   | 6 ottobre 2009 7 ottobre 2009       |
| 31                      | Un luogo lontano da casa / Una misteriosa bambina 「夕陽が泣いている」 - Yūhi ga naiteiru                    | 1º novembre 2007  | 8 ottobre 2009 9 ottobre 2009       |
| 32                      | Gioco ostinato 「気になるあいつ」 - Ki ni naru aitsu                                                         | 8 novembre 2007   | 18 ottobre 2009                     |
| 33                      | Ridi, pagliaccio! 「誰だ！」 - Dare da!                                                                      | 15 novembre 2007  | 1º novembre 2009                    |
| 34                      | Casa dolce casa 「闇に光を」 - Yami ni hikari o                                                              | 22 novembre 2007  | 8 novembre 2009                     |
| 35                      | L'ultima occasione di Dan 「熱き心に」 - Atsuki kokoro ni                                                    | 29 novembre 2007  | 15 novembre 2009                    |
| 36                      | Dimostrazione di forza 「夏に降る雪」 - Natsu ni furu yuki                                                   | 6 dicembre 2007   | 22 novembre 2009                    |
| 37                      | Una prova importante 「危険なふたり」 - kiken nafutari                                                       | 13 dicembre 2007  | 29 novembre 2009                    |
| 38                      | Giù la maschera 「ファイト！」 - Faito!                                                                      | 20 dicembre 2007  | 6 dicembre 2009                     |
| 39                      | Rivelazioni 「終わりなき旅」 - Owari naki tabi                                                               | 27 dicembre 2007  | 13 dicembre 2009                    |
| 40                      | Una lezione per Alice 「今日までそして明日から」 - Kyōma deso shite asukara                                  | Esclusiva DVD     | 20 dicembre 2009                    |
| 41                      | Uno strano atterraggio 「氷の世界」 - Koori no sekai                                                         | 10 gennaio 2008   | 27 dicembre 2009                    |
| 42                      | Corsa per la libertà 「どうにもとまらない」 - Dounimo tomaranai                                              | 10 gennaio 2008   | 3 gennaio 2010                      |
| 43                      | Verso il regno di Naga 「戦士の休息」 - Senshi no kyuusoku                                                   | 17 gennaio 2008   | 5 gennaio 2010                      |
| 44                      | Un'impresa difficile 「狙いうち」 - Nerai uchi                                                               | 24 gennaio 2008   | 6 gennaio 2010                      |
| 45                      | Emergenza Terra 「冗談じゃねぇ」 - Joudan janee                                                              | 31 gennaio 2008   | 7 gennaio 2010                      |
| 46                      | La magnifica coppia 「男の勲章」 - Otoko no kunshou                                                          | 7 febbraio 2008   | 8 gennaio 2010                      |
| 47                      | Battaglia all'ultimo fango 「グッド・ナイト・ベイビー」 - Guddo naito beibii                                 | 14 febbraio 2008  | 11 gennaio 2010                     |
| 48                      | La vendetta di Rabeeder 「これが私の生きる道」 - Korega watashi no iki ru michi                              | 21 febbraio 2008  | 12 gennaio 2010                     |
| 49                      | Sfida a Wardington 「翼の折れたエンジェル」 - Tsubasa no ore ta enjieru                                      | 28 febbraio 2008  | 13 gennaio 2010                     |
| 50                      | Il buono, il cattivo e il Bakugan 「俺たちに明日は無い」 - Ore tachini ashita ha nai                         | 6 marzo 2008      | 14 gennaio 2010                     |
| 51                      | Il combattimento finale 「命燃やして」 - Inochi moya shite                                                   | 13 marzo 2008     | 15 gennaio 2010                     |
| 52                      | Fine dei giochi 「ナンバーワン・バトルブローラーズ」 - Nanbaawan Batoru Burouraazu                           | 20 marzo 2008     | 18 gennaio 2010                     |